# Yves Hivert-Messeca
Pour les articles homonymes, voir Hivert.
Yves Hivert-Messeca né à Salernes, dans le département du Var en France, le 24 mai 1948 est un historien, chercheur en sciences humaines et essayiste.

## Biographie
Yves Hivert-Messeca après des études secondaires dans le Var en France, puis des études supérieures à Nice (UER Lettres), Aix-en-Provence (I.E.P.) et Paris (E.P.H.E./Sorbonne & Institut protestant de théologie), mène une carrière d'enseignant de 1975 à 2011 dans divers établissements secondaires, notamment au sein du Lycée Masséna à Nice.[réf. souhaitée]
Sous la direction du professeur André Nouschi (Université de Nice), il soutient sa thèse de 3e cycle en 1989, puis en 1992 sa thèse d'État (avec, comme rapporteur, le professeur Bruno Etienne, de l'université d' Aix en Provence) sur « la franc-maçonnerie en Provence du Consulat à 1940 ».
Comme post-doctorant, il consacre un livre à Charles Fauvety .Il sera ensuite associé au Groupe Sociologie, Religions, Laïcités  (GRSL) , structure de recherche commune  à l' E.P.H.E. et à l'Université de Paris-Sorbonne.
En 2011, il devient professeur honoraire mais continue ses travaux de recherche dans divers domaines des sciences humaines de l'histoire et de la sociologie de la franc-maçonnerie comme fait social et culturel, dans l'histoire et la sociologie du protestantisme en France (XIXe et XXe siècles) . Ses travaux concernent les approches de la religion civile et de l'œuvre de Charles Fauvety, l'histoire des idées politiques, notamment de la laïcité , la sociabilité démocratique , les approches du symbolique  et des approches du fait initiatique.
Il travaille notamment à préciser la notion de maçonnologie en faisant de la franc-maçonnerie, un fait social et culturel global à analyser comme un autre phénomène par les méthodes croisées des sciences humaines. Il s'intéresse également à l'histoire et à la sociologie du protestantisme français au XIXe siècle, au symbolique et à l'imaginaire socio-politique et à la laïcité.[réf. souhaitée]